# Micromia cophogona
Micromia cophogona är en fjärilsart som beskrevs av Louis Beethoven Prout 1932. Micromia cophogona ingår i släktet Micromia och familjen mätare. Inga underarter finns listade i Catalogue of Life.